# Charles-François Richard
Vous lisez un « article de qualité » labellisé en 2020.
Pour les articles homonymes, voir Richard.
Charles-François Richard, également connu sous le nom de Richard-Chambovet, né le 9 août 1772 à Bourg-Argental (province de Forez) et mort le 15 avril 1851 à Saint-Chamond (département de la Loire), est un industriel de la soie français, et plus notablement l'initiateur de l'industrie du lacet.
Après une brève parenthèse militaire — due à la tourmente révolutionnaire — ses débuts de moulinier sont modestes. Puis il s’établit comme passementier orienté vers la fabrication de padous, des rubans nécessaires aux culottes ou aux catogans. Mais ruiné une première fois en raison du marasme économique général, plus tard la mode les délaisse définitivement, ce qui met fin à cette activité. À la recherche d'une autre orientation, Richard se rend au tout nouveau Conservatoire des arts et métiers où il rencontre Joseph de Montgolfier. Il y trouve un métier à tresses rudimentaire qui produit des éléments de section ronde — jusqu'alors, les métiers à tisser ne permettent de produire que des éléments plats — et dès lors, il travaille inlassablement à l'améliorer.
Ainsi, ce pionnier ouvre la voie de la fabrication industrielle des lacets. Il innove d'une part en développant ces métiers et secondairement il leur adjoint une machine à vapeur comme force motrice. Plus tard, il reste précurseur et installe dans ses ateliers un calorifère comme chauffage central, ce qui accroît la rentabilité et permet un travail plus soigné. Enfin, il dote les ateliers d'un éclairage au gaz pour en augmenter la productivité.
Dans le courant de la révolution industrielle naissante, Charles-François Richard est à l'origine d'une industrie qui domine l'Europe, elle est reconnue jusqu'en Amérique. La production de lacets est en effet primordiale à cette époque : ce sont des éléments de mercerie très répandus, qui servent d'attaches diverses. De ce fait, la ville de Saint-Chamond où Richard s'est installé devient incontournable dans ce domaine.

## Biographie
Baptisé le 9 août 1772, jour de sa naissance à Bourg-Argental, Charles-François Richard est le second d'une fratrie de six. Il a pour parents Jean-Louis Richard, greffier puis futur député aux États généraux de 1789, et Marie Chevalier. Versé dans l'industrie de la soie, le foyer tire une partie de ses revenus de la culture de mûriers sur lesquels sont élevés les vers à soie.
À vingt et un ans, avec les gardes nationaux de Saint-Étienne et de Montbrison, il gagne Lyon pour aider au soulèvement de la ville contre la Convention nationale. Le 11 fructidor an I (28 août 1793), son détachement, en poste pour protéger l'arrivée d'un convoi de grains en provenance du Forez, affronte avec succès une formation assiégeante. Mais, abandonné des siens, il devient une « sentinelle oubliée […] [qui] tenta inutilement de rentrer dans Lyon, [se] procura des vêtements de paysan et revint à Bourg-Argental […] ». Proscrit, il s'engage à Tournon dans le 4e bataillon des volontaires de l'Ardèche. Cette unité constituée le 4e jour complémentaire an I (20 septembre 1793) à Bourg-Saint-Andéol est commandée par Louis-Gabriel Suchet, issu d'une famille de négociants soyeux. Après le siège de Toulon, il retrouve à Marseille son père Jean-Louis Richard, également proscrit, dans le même bataillon. Cet engagement est parfois physiquement éprouvant comme l'indique son fils Ennemond : « Mon père avait été soldat à l'armée d'Italie ; pendant huit mois, il avait été privé de son sac militaire et avait couché avec la neige, dans les haies entrouvertes et recouvertes ensuite de son manteau ». Mais la constitution de cet homme s'avère robuste et plus tard les seules épreuves de santé qu'il rencontre se limitent à des calculs urinaires qui nécessitent l'intervention d'un chirurgien parisien. Il atteint, en 1794, le grade de lieutenant. Puis, libéré de toute obligation le 9 floréal an IV (28 avril 1796) par « le conseil d'administration de la 69e demi-brigade d'infanterie de ligne », il quitte l'armée d'Italie comme officier surnuméraire.
Le 23 fructidor an VI (9 septembre 1798), il épouse à Saint-Chamond une parente par alliance nommée Marie Chambovet, dont il a quatre enfants et de qui il tire son nom d'usage « Richard-Chambovet ».
En 1817, exerçant dans le domaine de la soie, il apparaît comme un industriel établi. La Chambre consultative des arts et manufactures de Saint-Étienne, qui comprend six membres, l'élit au titre de moulinier,. Après sa dissolution en 1792, la Société d'agriculture, arts et commerce de l'arrondissement de Saint-Étienne est recréée en 1820. Son premier Bulletin, de 1823, indique qu'il en est membre. En 1824, cette Société publie une partie de la notice princeps où il décrit ses débuts. Le commentaire est élogieux alors que Saint-Chamond sous son impulsion devient la capitale des lacets. En 1827, Richard-Chambovet fait ériger un hôtel particulier témoin de sa réussite dont le jardin atteint la limite de la ville,. En 1829, probablement en raison de sa notabilité, il est le « parrain temporel » de la nouvelle maison des Ursulines à Saint-Chamond,. En 1833, il figure toujours au tableau de la Société comme membre titulaire.
Les mandats électoraux s'ajoutent à son activité de manufacturier. Il appartient au conseil municipal de Saint-Chamond en 1808. Ce conseil municipal est favorable à la Restauration. Il a pour vision une paix sociale qui repose sur un équilibre entre la monarchie divine, l'église et la prospérité commerciale,. De 1829 à 1831, il est élu maire d'Izieux.
Des distinctions honorent son œuvre. En 1814, il reçoit la décoration du Lys,. Le 20 décembre 1831, il est fait chevalier de l'ordre royal de la Légion d'honneur,. En 1839, les industriels français décernent à son entreprise, à l'occasion de l'exposition des produits de l'industrie française de Paris, une médaille d'argent. Celle-ci récompense non pas simplement les produits exposés mais l'ensemble de l'œuvre accomplie. Il est ainsi conclu : « Il y a vingt-cinq à trente ans, Saint-Chamond livrait au commerce pour trente mille francs de lacets, maintenant il lui en livre pour plus de deux millions. »
En 1839, Richard-Chambovet abandonne son entreprise à ses trois fils, qui adoptent pour raison sociale « Richard Frères ». Enfin, son décès est déclaré le 16 avril 1851 par son fils aîné qui envisage le faire inhumer à Lyon,. L'aîné se retire au château de Montchat avant le décès de son père, puis, le 30 octobre 1865, le dernier se retire au château du Montellier dans l'Ain. Ainsi, à terme, seul le second, Ennemond Richard, reprend l'affaire.
En 1889, l'industriel est honoré à Saint-Chamond par une voie dénommée « rue Richard-Chambovet »,. En 1890, lorsque la municipalité de Saint-Étienne cède la totalité du Palais de la bourse à la Chambre de commerce, celle-ci entreprend notamment des travaux de décoration : des bustes, parmi lesquels figure celui de Richard-Chambovet, sont cédés par les familles. Félix Thiollier tire des héliogravures de ces bustes. Ultérieurement, son frère fait à ce propos un exposé à ladite Chambre. Cet exposé, imprimé en 1894, consacre un chapitre à Richard-Chambovet.

## Industriel de la soie

### Moulinier
En 1790 et 1791, Richard est apprenti moulinier, puis en 1792 et 1793, il est employé chez un fabricant de rubans à Saint-Étienne. La Révolution française l'emmène ensuite pendant trois ans sur une voie militaire. À son retour, il trouve une place de moulinier à Saint-Chamond, chez un dénommé Coron,.

### Passementier

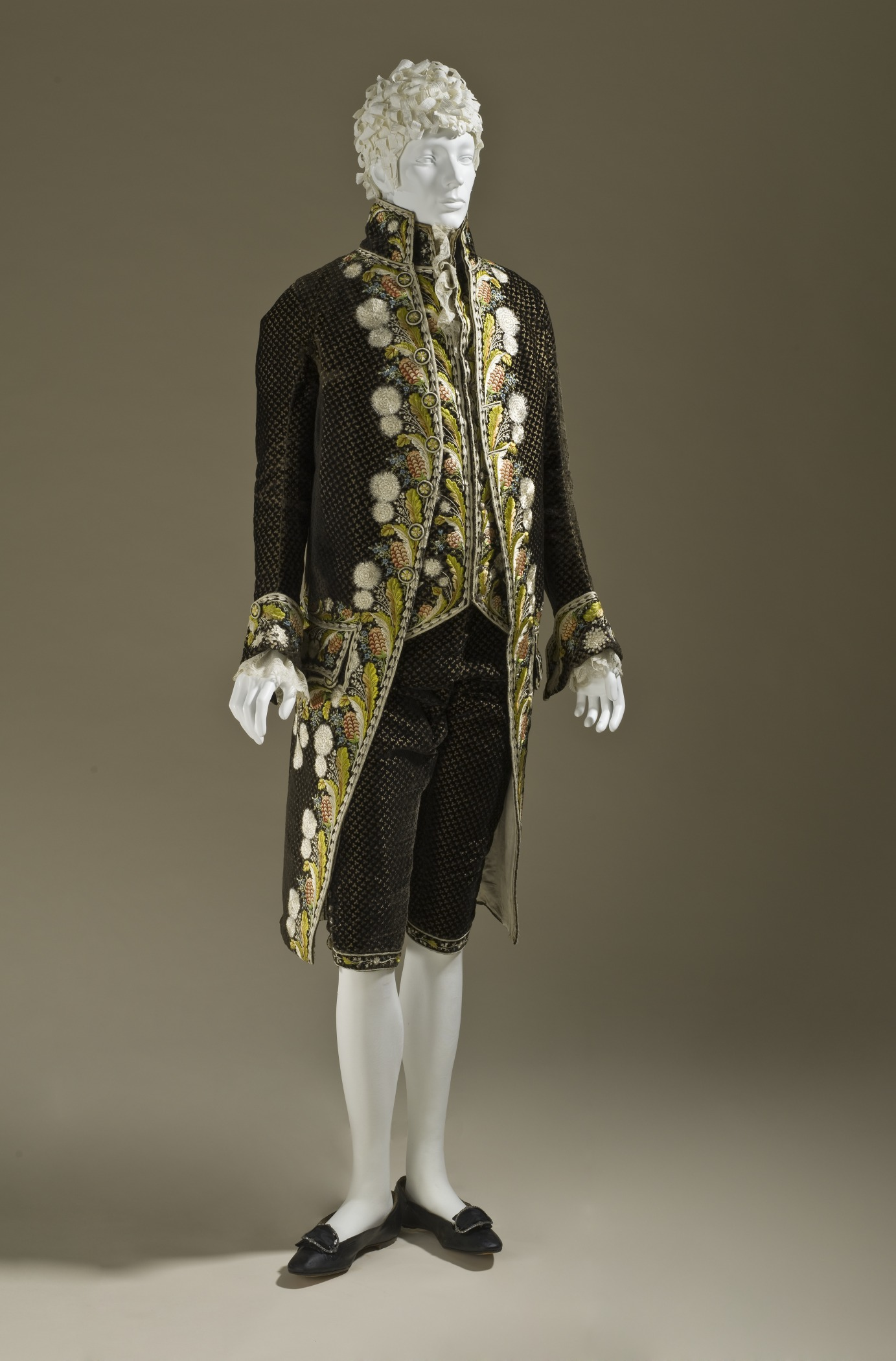
Costume en soie et velours avec passementerie et padous. Vers 1800.

En mai 1797, il s'installe comme fabricant de passementerie et plus précisément de padous. Ces padous bordent les vêtements : jupes, jupons, robes, soutanes, etc. Ils sont aussi utilisés pour attacher les cheveux des hommes en catogan, ainsi que pour lacer les chaussures. Pour obtenir une production optimale, Richard, comme d'autres, achète un certain nombre de métiers à la zurichoise, susceptibles d'en tisser douze à vingt-quatre à la fois selon la largeur voulue : il installe ces machines à Saint-Chamond. Puis il fabrique aussi des soies à coudre. En 1799, l'armée d'Italie commence la campagne d'Italie, face à la Deuxième Coalition, par des revers qui font perdre à un État français déjà exsangue les quelques conquêtes territoriales qui le soutiennent difficilement. Dans le marasme économique du Directoire, Richard-Chambovet est une première fois ruiné.
Mais il reprend ses activités alors que le coup d'État du 18 Brumaire permet une reprise économique. C’est alors qu’il est confronté d’une part à l’industrie lyonnaise, qui par protectionnisme défend aux teinturiers et aux chevilleurs de travailler pour les fabricants de soies à coudre de Saint-Chamond, et d’autre part à la mode, qui adopte définitivement les cheveux courts et abandonne la culotte au profit du pantalon, rendant inutile les padous. En 1804, pour la seconde fois il est ruiné,.

### Fabricant de lacets

#### Conservatoire des arts et métiers
Dans ce contexte, Richard-Chambovet semble pris de découragement. Comme l'indique Thiollier dans sa notice biographique de 1894 : « Sa famille possède des lettres écrites par lui à cette époque, dans lesquelles il déclare que s'il n'était marié il reprendrait immédiatement du service pour chercher la gloire ou la mort. »
Il cherche alors s’il existe un moyen d'augmenter la production des ganses de fleurets des métiers à tisser basses lisses de Saint-Martin-en-Coailleux. L'idée est de faire avec ces métiers des lacets plats, comme ceux que l’on importe d’Allemagne. Mais il y renonce et songe à se rendre dans ce pays. En effet, il se rappelle un article paru dans le Journal des débats — devenu le 15 juillet 1805 Journal de l'Empire — qui décrit l'industrie des lacets du duché de Berg. Il y est écrit qu'« on fabriquait des lacets au moyen de certains métiers qu’une seule personne faisait mouvoir et que, chaque jour, chacun d’eux produisait une centaine d'aunes de lacets ».
Depuis mai 1802, le Conservatoire des arts et métiers ouvre ses portes au public. Il est possible de se faire expliquer par des démonstrateurs le fonctionnement des nombreuses machines qui y sont exposées. En janvier 1807, Richard-Chambovet se rend à Paris et demande à Joseph de Montgolfier, natif de Vidalon-lès-Annonay — qui n'est situé qu'à environ 10 km de son propre lieu de naissance — et démonstrateur, s'il existe des métiers à lacets déposés au Conservatoire. Celui-ci le fait conduire par son fils dans une salle. Parmi les métiers présentés, il en relève un en bois à treize fuseaux dont une des caractéristiques est l'arrêt dès qu'un fil casse : il s’agit très vraisemblablement de celui de Jean-Éléonor Perrault,. À son interrogation, Joseph de Montgolfier indique que, pour Paris, il en a été construit trois exemplaires en planches de sapin pour occuper les enfants d’un organisme de charité. N'ayant jamais permis de dégager de bénéfice, ils ont été cédés à un revendeur à qui il faut s’adresser pour en faire l’acquisition. Richard-Chambovet retrouve ce brocanteur, lui achète ses trois exemplaires pour 390 francs (soit dix francs le fuseau) et fait l’acquisition d’un manège à bras. Le transport à Saint-Chamond et l'installation lui coûtent 200 francs. Plus tard, il rappelle ces seuls 600 francs pour le lancement de cette fabrique de lacets à Saint-Chamond.

#### Amélioration du métier de Perrault

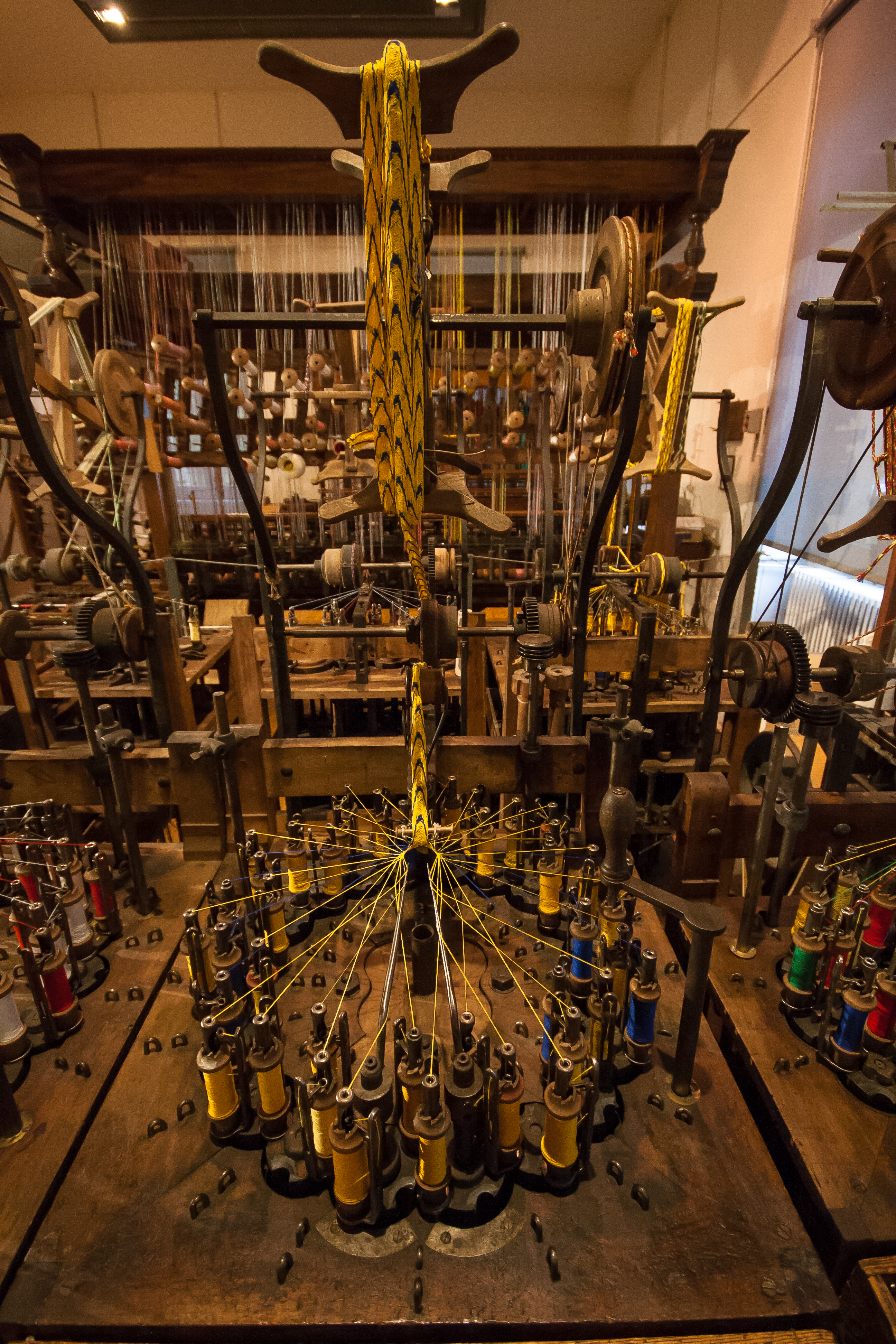
Fabrication d’un lacet par un métier de type Perrault en 2002.

Richard-Chambovet étudie et améliore le mécanisme du métier Perrault, qu'il installe dans le moulinage de Terrasson (situé dans l'actuelle rue du Béal à Saint-Chamond),.
Il commande la fabrication d’autres métiers. Un constructeur de Paris, James Collier, dont les prix sont trop élevés, est écarté au profit de Jean-Éléonor Perrault. Avant que l'affaire ferme, cette famille est avant lui fabricante de lacets installée à Lisieux (Calvados), indique Richard-Chambovet. Ces commandes sont donc probablement honorées par l'inventeur du modèle de base.
À Saint-Chamond, « il [éprouve] d’abord de grandes difficultés dans la vente de ses produits » ; en 1808, sept autres métiers sont adjoints aux premiers, puis dix de plus en 1809. Il acquiert la fabrique Granjon (place Saint-Jean à Saint-Chamond) pour y mettre trente-neuf nouveaux métiers en 1810, puis vingt-cinq autres en 1811. Ces métiers lui coûtent en tout vingt et un mille francs.
Ceci va créer des émules et, en 1813, s’élève la première maison concurrente : celle de M. Hervier-Charrin et Cie. Puis M. Motiron, employé de Richard-Chambovet, monte une seconde fabrique et M. Tamet, teneur de livres chez M. Hervier, en crée une troisième. Selon un inventaire de Philippe Hedde, en 1812, il y a cent-dix métiers à Saint-Chamond dont quatre-vingt-deux appartiennent au seul Richard-Chambovet.

#### Machine à vapeur
En 1813, pour se développer, Richard-Chambovet acquiert à la Vignette, moyennant vingt-mille francs, les jardins de l’ancienne teinturerie Dutreyve qui comprennent une chute d'eau. Il y installe soixante-dix nouveaux métiers mais le débit inconstant de l’eau limite son expansion,.
Pour remédier aux périodes de gelées comme de sécheresse, Richard-Chambovet fait construire à Lyon par M. Crépu la première machine à vapeur du département de la Loire qui ne soit pas destinée à une mine. L'Almanach du commerce de Paris,… souligne qu'à l'époque « elle est la première établie en France sans condenseur ». Cette machine à vapeur à haute pression, dont la chaudière est choisie par son commanditaire en tôle plutôt qu'en fonte, développe douze chevaux. Richard-Chambovet en donne ainsi toute la justification : « Cet agent moteur est plus dispendieux, il est vrai, qu’une chute d’eau ; mais l’excédent de dépense est bien compensé par la régularité du mouvement, qui n'est pas interrompue par les variations des saisons. » Selon une de ses notes manuscrites, c’est en 1816 que la machine est mise en mouvement, sachant que l’autorisation préfectorale de l'établir est formellement obtenue le 3 mars 1817. Cette machine permet d’animer « deux-cent-quarante métiers à lacets, offrant une résistance de mille-deux-cents kilogrammes, parcourant soixante mètres à la minute. »

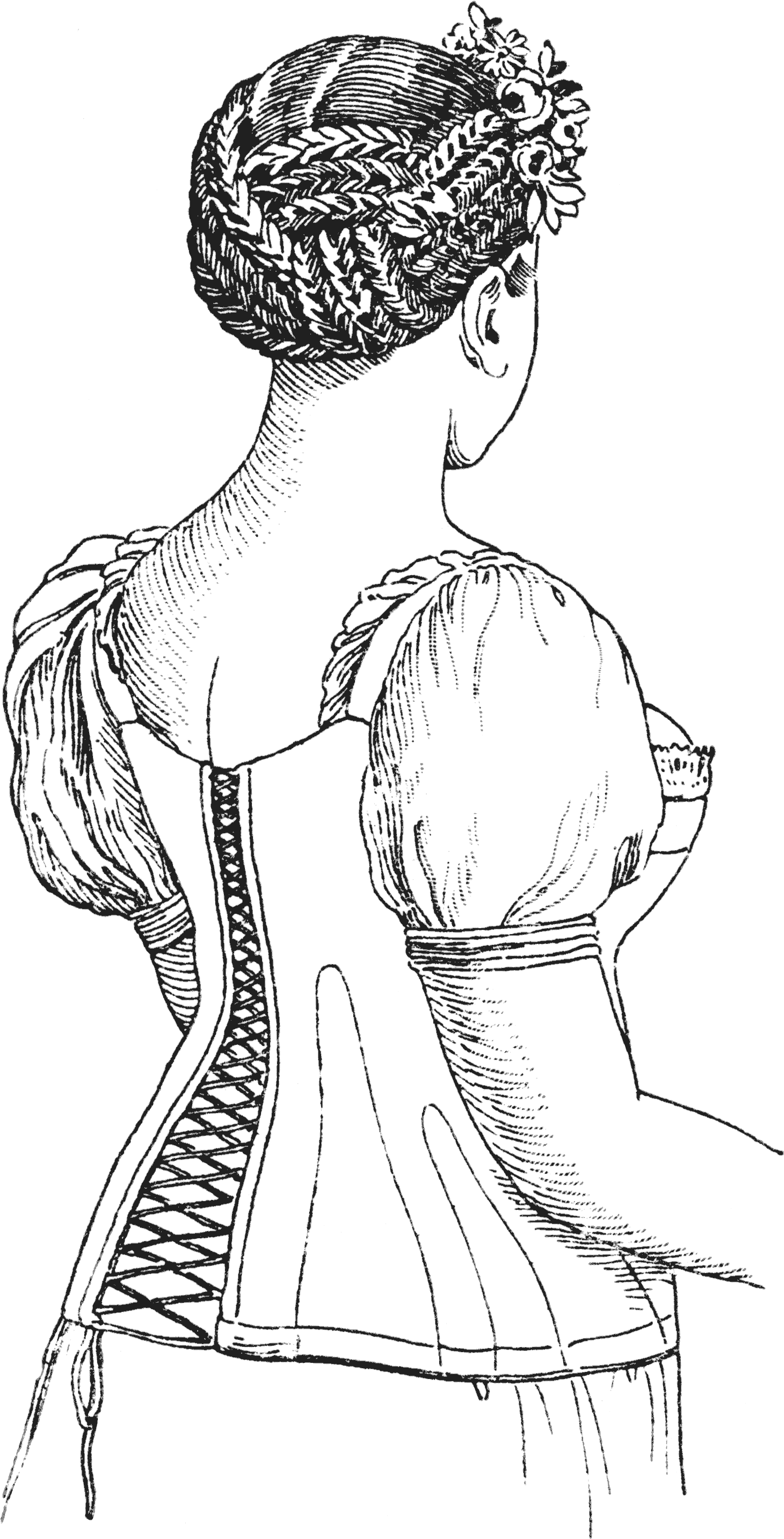
Corset à la Nina et son laçage dans le dos. 1810.

Richard-Chambovet dépense ainsi 150 000 francs à la Vignette pour y installer 300 métiers,.
Puis, en 1819, il achète les moulins d’Izieux à son fabricant de métiers Perrault. Ces moulins, qui bénéficient de toutes les eaux du Gier et de dix mètres de chute, permettent l’installation d’une grande fabrique. Il dépense 300 000 francs pour cette installation. En 1828, une nouvelle machine à vapeur de seize chevaux, construite par M. Imbert, mécanicien à Rive-de-Gier, y est installée.
L'entreprise de Richard-Chambovet a pris une ampleur considérable : « tous les métiers se fabriquent dans ses ateliers ; la matière première subit toutes les préparations sans sortir de son établissement. Le coton y est filé, mouliné, blanchi, teint, mis en lacets, calandré, et plié. Il en est de même des soies et des fleurets,. »
Ceci ouvre la voie d'abord à quatre concurrents, ensuite en 1822 un de ses employés s’installe à son compte puis, en 1824, huit entrepreneurs s'établissent. Une statistique qui comprend les villes de Saint-Étienne et Saint-Chamond établit qu'en 1824, il existe 2 200 métiers dont 800 appartiennent à Richard-Chambovet. Lui seul emploie 300 ouvriers. Parmi les caractéristiques techniques les plus notables, il apparait que les métiers sont indépendants les uns des autres, pouvant s’arrêter individuellement si un fil vient à céder et que la production peut augmenter d’un tiers en travaillant de nuit. La valeur totale des matières premières consommées annuellement est de 1 100 000 francs et celle-ci double une fois toutes les étapes de la fabrication franchies.
À l'époque, cette expansion de la fabrication du lacet tient au fait que, selon un dictionnaire technologique d'époque, « c'est un objet de mercerie d'une assez grande consommation. Les femmes font usage de lacets de soie pour serrer leurs corsets, ou autres pièces de leurs vêtements. Les lacets de fils de lin, de chanvre, de coton, sont employés au même usage, mais ils servent également, en place de ficelle, pour des ligatures ».
En 1830, Philippe Hedde constate que « la concurrence qui s’est élevée entre les diverses fabriques de Saint-Étienne et de Saint-Chamond a réduit la vente des lacets au plus mince bénéfice, mais il en est résulté un grand avantage pour l'exportation au préjudice des fabriques d'Allemagne qui ne peuvent plus rivaliser pour les prix. Saint-Chamond et Saint-Étienne fournissent Amsterdam, Bruxelles, Leipzig, Anvers, Milan, quelques cantons en Suisse et les deux Amériques ». Il poursuit après avoir détaillé les performances de l'établissement de Richard-Chambovet : « Aucune concurrence étrangère n'est à craindre aujourd'hui pour une manufacture qui a su porter l'ordre et l'économie dans la main-d'œuvre à un tel degré de perfection. »

#### Calorifère

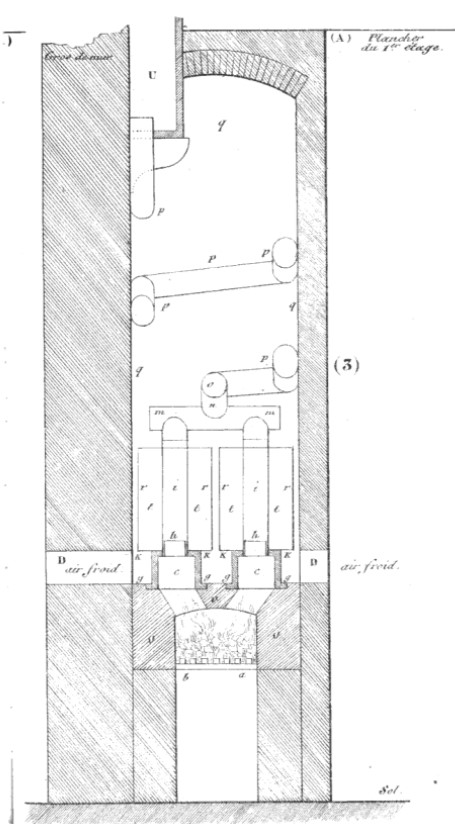
Schéma du calorifère à six ruches des ateliers d'Izieux par Jabin en 1831.

Les réalisations résultent ensuite de l’action conjointe de Richard-Chambovet et son fils Ennemond Richard après un séjour d'un an en Angleterre. Ils exercent au nom de la société de MM. Richard-Chambovet et compagnie,.
En 1830, ils perfectionnent des machines de moulinage en fonte acquises en Angleterre. Le rendement est encore accru : les fuseaux passent de 1 000 à 3 000 tours par minute tout en exigeant une moindre force motrice.
En 1831, sont rapportées les caractéristiques de calorifères novateurs installés dans les établissements d’Izieux. Un « calorifère à six ruches », alimenté par de la houille, remplace très économiquement six poêles. La chaleur devenue homogène évite que l’huile des métiers éloignés des poêles se fige. La suppression des courants d’air met un terme aux mauvaises odeurs des poêles, des huiles et des cordes en boyau utilisées pour animer le mouvement des métiers. Les fumées qui altèrent la couleur des soies disparaissent. Les mains des ouvrières, qui n’ont plus à entretenir les poêles, ne sont plus noircies ou gercées par les lavages ; elles peuvent manipuler les tissus de soie sans perte. La température générale est de dix degrés Réaumur (soit 12,5 degrés Celsius) mais elle est modulée dans chaque atelier pour conserver au mieux la soie. Le rapporteur indique que ce calorifère peut également être installé dans toute construction en cours : hôpital, logement collectif, individuel, etc. Il est simple d'en diminuer la taille comme dans l'établissement d'Izieux où existe aussi un calorifère à deux foyers.

#### Éclairage au gaz
En 1833, l'éclairage au gaz est installé dans l’usine d’Izieux bien avant que Saint-Étienne et Lyon en soient dotées. Ainsi, « deux-cent-seize becs fonctionnent en 1836 et permettent aux ouvrières de travailler jour et nuit avec remplacement à midi et minuit ».
En 1833, avec les métiers déjà connus, la fabrique produit pour la première fois dans l’arrondissement de Saint-Étienne, des « lacets élastiques ronds » dont chaque fil de caoutchouc est recouvert de soie ou de fil, puis elle produit des « lacets élastiques plats » de largeur variable.
En 1833, l’entreprise est toujours aussi active, comme en témoigne le dépôt de deux brevets : l'un « pour le perfectionnement apporté aux métiers à lacets et son application à la fabrication des cannetilles, » et l'autre pour « des perfectionnement aux métiers à lacets ».
En 1835, le prix d‘un kilogramme de lacets en coton n’est plus que de huit francs et cinquante centimes, soit trois fois moins que dix ans auparavant.
Cette industrialisation permet de lire : « L’industrie du lacet ne se développa que sous l’Empire, à Saint-Chamond, qui devait en acquérir presque le monopole ». Son rayonnement est cité en exemple : « Les manufacturiers stéphanois établissent des réseaux très vastes qui dépassent largement le cadre national pour aller vers des horizons continentaux voire dans certains cas mondiaux ».

## Circonstances

Métier à lacets chinois reproduit par Isidore Hedde en 1843-1846.

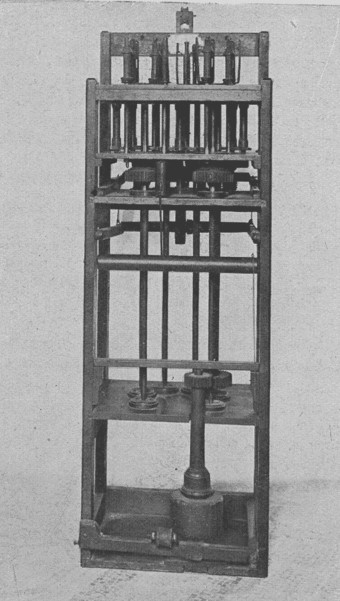
Métier à lacets de Perrault conservé au musée des Arts et Métiers en 1933.

Charles-François Richard évolue au début de la révolution industrielle et, du fait de son opiniâtreté conjuguée à un esprit novateur, il s'en avère un acteur. Il conforte l'idée que « les grands hommes sont conditionnés par les circonstances générales […] Ils ne peuvent agir que par la fermeté exceptionnelle de leur caractère. »
Il est à l'origine d'une primauté de l'Europe en matière d'industrie du lacet. Certes lorsque Isidore Hedde, un contemporain, se déplace dans l'« Empire céleste » de 1843 à 1846, il affirme que « les Chinois fabriquaient des lacets, cordonnets, galons, ganses, padoux, etc. bien longtemps avant les Européens. » Cependant, comme dans d'autres domaines, ils ne transmettent pas ce savoir-faire. Ceci permet à l'historien et économiste Jean-Charles Asselain d'affirmer au XXe siècle que « la Chine des Song (960-1279) est indéniablement plus riche que l'Europe de son temps. […] Jamais pourtant il n'en résulte un processus cumulatif comparable à celui de la révolution industrielle, et l'élan était déjà largement retombé lorsque la Chine, au XVe siècle, se ferme aux relations avec le monde extérieur. »
Ce n'est qu'au début de la révolution industrielle que Richard, et donc l'Europe, réalise des métiers à lacets en développant un brevet de l'Anglais Thomas Walford de 1748, aux indications cependant incomplètes. En 1750, probablement en s'inspirant du brevet anglais, un métier à tresses est développé en Allemagne par Bockmühl, à Barmen dans la vallée de la Wupper. Après perfectionnements, la navette s'arrête lorsqu'un fil casse ; ce métier est mû par la force hydraulique,. Toutefois, le rendement de ce type de machines est insuffisant du fait de leur conception. En 1783, François-Michel Perrault importe en France un modèle en fer d'Elberfeld — distant d'environ 5 km de Barmen — toujours du duché de Berg. Puis son fils, Jean-Éléonor, dépose au bureau de Jean-François de Tolozan une réalisation améliorée en bois pour laquelle il obtient un privilège en 1784,,. Il s'agit très probablement du métier qui attire l'attention de Charles-François Richard. D'une part, les caractéristiques du métier observé au Conservatoire des arts et métiers et ceux construits par Jean-Éléonor Perrault font du constructeur également son inventeur. D'autre part, l'analogie des prix avec ceux qui sont demandés plus tard à Richard-Chambovet pour la construction de métiers en font un seul personnage. Cependant, la famille Richard ne précise jamais ce lien. Une inimitié connue s'était développée entre la famille et Perrault fils. En 1942, ce métier est toujours référencé dans la dernière série de catalogues du Conservatoire, ce qui témoigne de son importance. Ainsi Charles-François Richard « créa une industrie inconnue jusqu'alors en important le métier à fuseaux actionnés mécaniquement et en augmentant progressivement son outillage et sa fabrication. »

#### Sources primaires
- P., « Fabrique de lacets », Bulletin d’industrie agricole et manufacturière, Saint-Étienne, Société d’agriculture, arts et commerce de l’arrondissement de Saint-Étienne (Loire), vol. 2,‎ 1824, p. 27-29 (ISSN 1256-3129, lire en ligne [in-8°]).
- Jean-Antoine de la Tour-Varan et Ennemond Richard, « Fabrication des lacets », Bulletin. Notice statistique industrielle sur la ville de Saint-Étienne et son arrondissement, Saint-Étienne, Société industrielle et agricole de Saint-Étienne, 3e série, vol. XXI, t. II « 2e partie »,‎ 1851, p. 73-75 (ISSN 1256-3129, lire en ligne [in-8°]).

#### Sources secondaires
- Philippe Hedde, « Fabrication des lacets », Indicateur du commerce, des arts et des manufactures de Saint-Étienne, Saint-Chamond et Rive-de-Gier, précédé d'un aperçu sur l'industrie de l'arrondissement de Saint-Étienne, Saint-Étienne, Brun,‎ 1830, p. 56-57 (lire en ligne [in-8°]).
- Lucien Auguste Thiollier, Notices industrielles : La chambre de commerce de Saint-Étienne, bustes et portraits. Vingt-trois héliogravures de Félix Thiollier, faites d'après les originaux des peintures et sculptures appartenant à la chambre de commerce, œuvres de Hippolyte Flandrin, Albert Maignan, Guillaume Montagny, etc., Saint-Étienne, Théolier et Cie, 1894, XIII-125 p., in-4 (BNF 31458253, lire en ligne), « Ch.-Fr. Richard-Chambovet », p. 18-23.
- Louis-Joseph Gras, Histoire de la rubanerie et des industries de la soie à Saint-Étienne et dans la région stéphanoise : suivie d'un historique de la fabrique de lacets de Saint-Chamond ; étude sur le régime économique et la situation générale depuis les origines jusqu'à nos jours, Saint-Étienne, Société de l’imprimerie Théolier, 1906, VIII-886 p., 25 cm (OCLC 3640516, lire en ligne).